# Ganglinienseparation
Die Ganglinienseparation ist eine Methode der Hydrologie. Man versteht darunter die Aufgliederung des Gesamtdurchflusses in die Ganglinien der einzelnen Abflusskomponenten. Allgemein unterscheiden sich Abflußkomponenten hinsichtlich ihrer Herkunftsräume, Fließwege und Verweilzeiten in einem hydrologischen Einzugsgebiet.
Bezüglich der Vorgehensweise können Ganglinienseparationen grundsätzlich in zwei Kategorien eingeteilt werden: Methoden, die sich ausschließlich auf die Analyse des Gesamtdurchflusses stützen (einschließlich grafischer Methoden und digitaler Filter) sowie Methoden, die zusätzlich auf der Analyse von Tracerzeitreihen beruhen.
Bei den grafischen Methoden handelte es sich ursprünglich um manuelle Ansätze, die unter Verwendung des Gesamtdurchflusses Punkte schätzten, an denen der grundwasserbürtige Abfluss (Basisabfluss) den ansteigenden und abfallenden Ast des Hydrographen schnitt. Später wurden Computerprogramme entwickelt, die auf grafischen Methoden basierten, wie zum Beispiel DIFGA, HYSEP oder PART. In der Praxis sind diese zur Schätzung des Basisabflusses heute weit verbreitet.
Auch digitale Filter haben in den letzten Jahren zunehmende Verwendung gefunden. Diese Methoden basieren auf einer Signalanalyse des Hydrographen und trennen auf diese Weise hochfrequente und niederfrequente Anteile des Gesamtdurchflusses.
Tracergestützte Ganglinienseparationen wiederum nutzen generell die Massenerhaltung der Wasser- und Tracerströme im Einzugsgebiet, dies meist unter Annahme stationärer Bedingungen.